# USS Aylwin (DD-355)
Pour les articles homonymes, voir Aylwin.
L’USS Aylwin (DD-355) était un destroyer de la Marine américaine faisant partie de la classe Farragut.